# Episodi di Ben Casey (seconda stagione)
La seconda stagione della serie televisiva Ben Casey è andata in onda negli Stati Uniti dal 1º ottobre 1962 al 13 maggio 1963 sulla ABC.
| nº | Titolo originale                                          | Titolo italiano | Prima TV USA     | Prima TV Italia |
| -- | --------------------------------------------------------- | --------------- | ---------------- | --------------- |
| 1  | Mrs. McBroom and the Cloud Watcher                        |                 | 1º ottobre 1962  |                 |
| 2  | The Night That Nothing Happened                           |                 | 8 ottobre 1962   |                 |
| 3  | In the Name of Love, a Small Corruption                   |                 | 15 ottobre 1962  |                 |
| 4  | Legacy from a Stranger                                    |                 | 22 ottobre 1962  |                 |
| 5  | Go Not Gently into the Night                              |                 | 29 ottobre 1962  |                 |
| 6  | Behold! They Walk an Ancient Road                         |                 | 5 novembre 1962  |                 |
| 7  | Of All Save Pain Bereft                                   |                 | 12 novembre 1962 |                 |
| 8  | And Even Death Shall Die                                  |                 | 19 novembre 1962 |                 |
| 9  | The Fireman Who Raised Rabbits                            |                 | 26 novembre 1962 |                 |
| 10 | Between Summer and Winter, the Glorious Season            |                 | 3 dicembre 1962  |                 |
| 11 | I Hear America Singing                                    |                 | 10 dicembre 1962 |                 |
| 12 | Pack Up All My Cares and Woes                             |                 | 17 dicembre 1962 |                 |
| 13 | Saturday, Surgery and Stanley Shultz                      |                 | 31 dicembre 1962 |                 |
| 14 | I'll Be Alright in the Morning                            |                 | 7 gennaio 1963   |                 |
| 15 | A Cardinal Act of Mercy (1)                               |                 | 14 gennaio 1963  |                 |
| 16 | A Cardinal Act of Mercy (2)                               |                 | 21 gennaio 1963  |                 |
| 17 | Use Neon for My Epitaph                                   |                 | 28 gennaio 1963  |                 |
| 18 | He Thought He Saw an Albatross                            |                 | 4 febbraio 1963  |                 |
| 19 | A Short Biographical Sketch of James Tuttle Peabody, M.D. |                 | 11 febbraio 1963 |                 |
| 20 | A Hundred More Pipers                                     |                 | 18 febbraio 1963 |                 |
| 21 | Suffer the Little Children                                |                 | 25 febbraio 1963 |                 |
| 22 | Rigadoon for Three Pianos                                 |                 | 4 marzo 1963     |                 |
| 23 | The White Ones are Dolphins                               |                 | 11 marzo 1963    |                 |
| 24 | Will Everyone Who Believes in Terry Dunne Please Applaud? |                 | 18 marzo 1963    |                 |
| 25 | For I Will Plait Thy Hair with Gold                       |                 | 25 marzo 1963    |                 |
| 26 | Father Was an Intern                                      |                 | 1º aprile 1963   |                 |
| 27 | Rage Against the Dying Light                              | 15 aprile 1963  |                  |                 |
| 28 | La Vie, La Vie Intérieure                                 |                 | 22 aprile 1963   |                 |
| 29 | My Enemy is a Bright Green Sparrow                        |                 | 29 aprile 1963   |                 |
| 30 | Lullaby for Billy Dignan                                  |                 | 6 maggio 1963    |                 |
| 31 | Hang No Hats on Dreams                                    |                 | 13 maggio 1963   |                 |

## Mrs. McBroom and the Cloud Watcher
- Titolo originale: Mrs. McBroom and the Cloud Watcher
- Diretto da: Sydney Pollack
- Scritto da: Harry Brown (soggetto); Harry Brown e James E. Moser (sceneggiatura)

### Trama
- Guest star: Meg Wyllie (Meg McBroom), Paul Comi (Fleishman), Joanne Linville (Sally Collier), Patty Duke (Janie Wahl)

## The Night That Nothing Happened
- Titolo originale: The Night That Nothing Happened
- Diretto da: Sydney Pollack
- Scritto da: Oliver Crawford

### Trama
- Guest star: Frank Warren, Moria Turner, Joaquin Martinez (dottor Escobar), Vivi Janiss (Mrs. Phelps), Michael Constantine (Andersen), Jerry Paris (Tarlow), Don Spruance (dottor Robert Ward), Davis Roberts, Jack Elam (Felix Gault), Tracy Stafford (Jo Tarlow), Tom Troupe, Bob Hastings, Lew Brown, Natalie Norwick, George Mather

## In the Name of Love, a Small Corruption
- Titolo originale: In the Name of Love, a Small Corruption
- Diretto da: Stuart Rosenberg
- Scritto da: Gilbert Ralston

### Trama
- Guest star: John Francis, Rod Steiger (Charles Dirkson), Tol Avery (Frank), Jean Holcomb, Ellen Burstyn (Connie), Don Spruance (dottor Robert Ward), Patricia Huston, Felicia Farr (Rowena), Bing Russell, Ben Keller

## Legacy from a Stranger
- Titolo originale: Legacy from a Stranger
- Diretto da: Joseph Pevney
- Scritto da: Raphael Hayes (soggetto); Jack Laird e Raphael Hayes (sceneggiatura)

### Trama
- Guest star: Steven Hill (Ollie), Rudy Solari (dottor Agnew), Janet Margolin (Ilyana Trivas), Stafford Repp, Helen Westcott, David Fresco (Anton Trivas), Bernard Kates (dottor Kirschner), Judson Laire (Joe), Jack Kosslyn

## Go Not Gently into the Night
- Titolo originale: Go Not Gently into the Night
- Diretto da: Sydney Pollack
- Scritto da: Arthur L. Murphy

### Trama
- Guest star: John McLiam (Farnum), Russell Johnson (dottor Burke), Kevin Brodie (Tommy), Anne Barton (Mrs. Farnum), Pat Rosson (Joey), John Newton (Marsh)

## Behold! They Walk an Ancient Road
- Titolo originale: Behold! They Walk an Ancient Road
- Diretto da: Stuart Rosenberg
- Scritto da: Gilbert Ralston

### Trama
- Guest star: Jack Sahakian, Burt Brinckerhoff (Lou Carson), Carroll O'Connor (padre Joseph McGavin), Ludwig Donath (Meyer Levinson), Suzi Carnell (Stella Garrett)

## Of All Save Pain Bereft
- Titolo originale: Of All Save Pain Bereft
- Diretto da: Joseph Pevney
- Scritto da: Peggy Shaw (soggetto); Lou Shaw (sceneggiatura)

### Trama
- Guest star: Ray Kellogg, Herbert Rudley, Joan Huntington (Ursula Townsend), Leo Penn (dottor David McMillain), Gerald S. O'Loughlin (Joe Dawson), Kathleen Maguire (Connie Dawson), William Bryant, Chet Stratton, Paula Petrie

## And Even Death Shall Die
- Titolo originale: And Even Death Shall Die
- Diretto da: Leo Penn
- Scritto da: Frances Young

### Trama
- Guest star: Crahan Denton (dottor Brewster), Leora Dana (Mrs. Duncan), Elizabeth Ashley (Jane Brewster), Robert Walker, Jr. (David Duncan), Leo Penn (dottor David McMillain), Roy Barcroft

## The Fireman Who Raised Rabbits
- Titolo originale: The Fireman Who Raised Rabbits
- Diretto da: Irving Lerner
- Scritto da: Gilbert Ralston

### Trama
- Guest star: L.Q. Jones (Stan Galloway), Rosemary Murphy (Nancy Ross Briggs), Greg Morris, Hugh Sanders, Walter Burke (Joe Bell), Strother Martin (Rabbits), Leo Penn (dottor David McMillain), Sidney Clute (Joe Schultz), Tige Andrews (Cash Burdock), Barry Brooks

## Between Summer and Winter, the Glorious Season
- Titolo originale: Between Summer and Winter, the Glorious Season
- Diretto da: Paul Nickell
- Scritto da: Jack Curtis (soggetto); Jack Curtis e Jack Laird (sceneggiatura)

### Trama
- Guest star: Dal McKennon (Waco Martin), Nellie Burt (Plumduff Lewis), Peggie Adams (Miss Van Buren), Gail Bonney (infermiera), Don Spruance (dottor Robert Ward), Richard Jordan (Davey Crutchfield), Michael Hinn (Pepper Jackson)

## I Hear America Singing
- Titolo originale: I Hear America Singing
- Diretto da: Irving Lerner
- Scritto da: Jack Curtis

### Trama
- Guest star: Jack Warden (O. B. Dodson), Barbara Turner De Hubp (Rose Hill), Stephen Coit (Myron Shatz), Jean Holcomb (infermiera Clark)

## Pack Up All My Cares and Woes
- Titolo originale: Pack Up All My Cares and Woes
- Diretto da: David Lowell Rich
- Scritto da: Wilton Schiller

### Trama
- Guest star: Lillian Buyeff, Russ Bender, Marianne Stewart (Ruth Shipley), Edward Andrews (Bradley Hunt), Barney Phillips (Hamilton), Stacy Harris (Langley), Leo Penn (dottor David McMillain), Burgess Meredith (Lester Partridge), Paul Sorenson, John Lawrence

## Saturday, Surgery and Stanley Shultz
- Titolo originale: Saturday, Surgery and Stanley Shultz
- Diretto da: Irving Lerner
- Scritto da: Alvin Sargent

### Trama
- Guest star: Jean Macrae, Jan Bradley, John Pavelko (Arthur), Eli Mintz (Sascha), Robert Ellis, Jon Cedar, Sydney Smith, Frances Osborne (Bessie), Hope Holiday (Louise), James Dunn (Stanley Schultz), Bern Hoffman, John Lodge, Peggie Adams, Barry Brooks, Moria Turner, Deirdre Owens

## I'll Be Alright in the Morning
- Titolo originale: I'll Be Alright in the Morning
- Diretto da: Sydney Pollack
- Scritto da: Theodore Apstein e Wilton Schiller (soggetto); Wilton Schille (sceneggiatura)

### Trama
- Guest star: Bethel Leslie (dottor Laura Saunders), Steven Hill (dottor Keith Bernard), Charlene Brooks, Ernest Losso

## A Cardinal Act of Mercy (1)
- Titolo originale: A Cardinal Act of Mercy (1)
- Diretto da: Sydney Pollack
- Scritto da: Norman Katkov

### Trama
- Guest star: Miranda Jones (Betty), Gary Crosby (Harold Spencer), Lillian Powell (Stella), Napoleon Simpson (Sam), Kim Stanley (Faith Parsons), Timmy Everett (Willie Morrison), Glenda Farrell (Martha Morrison), Kim Carroll (infermiera)

## A Cardinal Act of Mercy (2)
- Titolo originale: A Cardinal Act of Mercy (2)
- Diretto da: Sydney Pollack
- Scritto da: Norman Katkov

### Trama
- Guest star: Glenda Farrell (Martha Morrison), Kim Carroll (infermiera), Timmy Everett (Willie Morrison), Gary Crosby (Harold Spencer), Kim Stanley (Faith Parsons)

## Use Neon for My Epitaph
- Titolo originale:   Use Neon for My Epitaph
- Diretto da: Paul Nickell
- Scritto da: Gilbert Ralston

### Trama
- Guest star: Bryan O'Byrne (Marvin Klee), Sallie Brophy (Alice Houghton), Alice Rodriguez (tecnico), Paul Martin (George Hicks), Don Spruance (dottor Robert Ward), Gary Merrill (Miles Houghton), Evelyn Ward (Kay Lemming), Curt Conway (Edward Morgan), Will Kuluva (dottor Max Belmont)

## He Thought He Saw an Albatross
- Titolo originale: He Thought He Saw an Albatross
- Diretto da: Leo Penn
- Scritto da: Don Brinkley

### Trama
- Guest star: Mary Gregory (Miss Ditman), Leo Penn (dottor David McMillain), Dianne Foster (Helen Kulik), Kim Hamilton (Jane Demarest), Leslie Nielsen (dottor Walter Kulik), Bernie Hamilton (Harry Demarest)

## A Short Biographical Sketch of James Tuttle Peabody, M.D.
- Titolo originale: A Short Biographical Sketch of James Tuttle Peabody, M.D.
- Diretto da: Paul Nickell
- Scritto da: Norman Katkov

### Trama
- Guest star: Erin O'Donnell (Miss Warner), Karl Lukas (Mike Vetley), Claudia Bryar (Laura Vetley), Gage Clarke (Oscar Bronson), Lisabeth Hush (Ann Peabody), Fred Vincent (dottor James Tuttle Peabody), Joe Sweeney (Adam Garrett), Maurice Jara (dottor Kahli Sahilar), Justin Smith (Leonard Forbes)

## A Hundred More Pipers
- Titolo originale: A Hundred More Pipers
- Diretto da: Leo Penn
- Scritto da: Barry Oringer

### Trama
- Guest star: James Donald (dottor Alvin McKenzie), Mary La Roche (Anna Callan), Edmund Williams, Walter Mathews (dottor Bowles), Marcus Damian (Joe Edgarian), Harold Stone (Reb Sholem Isaacs), Paula Petrie

## Suffer the Little Children
- Titolo originale: Suffer the Little Children
- Diretto da: Sydney Pollack
- Scritto da: James E. Moser

### Trama
- Guest star: Leslye Hunter (Patty Randall), Jacqueline Scott (Ruth Stratton), Paul Comi (dottor Paul Williams), James Griffith (John Randall), Elizabeth Allen (dottor Alison Blake), CeCe Whitney (Helen Randall), Russell Thorson (Chief Donley), Moria Turner, Edward Short

## Rigadoon for Three Pianos
- Titolo originale: Rigadoon for Three Pianos
- Diretto da: Leo Penn
- Scritto da: Gilbert Ralston

### Trama
- Guest star: Alfred Ryder (Michael Bauer), Diana Hyland (Greta Bauer), Stephen Joyce (Kevin Blake), Beatrice Straight (Edith Bauer), Virginia Christine (Alice Cabot)

## The White Ones are Dolphins
- Titolo originale: The White Ones are Dolphins
- Diretto da: Alex March
- Scritto da: James J. Sweeney

### Trama
- Guest star: John Qualen, Ray Walston, Luther Adler (dottor Bowers), Sharon Farrell, Erin O'Donnell

## Will Everyone Who Believes in Terry Dunne Please Applaud?
- Titolo originale: Will Everyone Who Believes in Terry Dunne Please Applaud?
- Diretto da: Alex March
- Scritto da: Wilton Schiller e Leo Penn

### Trama
- Guest star: Ronnie Knox, Sally Gracie, Neville Brand (Terry Dunne), Lane Bradford, Lee Kinsolving, Tony Lenihan

## For I Will Plait Thy Hair with Gold
- Titolo originale: For I Will Plait Thy Hair with Gold
- Diretto da: Leo Penn
- Scritto da: Gilbert Ralston

### Trama
- Guest star: Dan O'Herlihy (Bartholomew Gray), Mariette Hartley (Julie Carr), Peter Baldwin

## Father Was an Intern
- Titolo originale: Father Was an Intern
- Diretto da: Alex March
- Scritto da: Norman Katkov

### Trama
- Guest star: Michael Parks (Bud Forrest), Ralph Moody (George Clarkson), Doris Roberts (Claire Forrest), Frances Reid (Miss Fogarty), James Whitmore (dottor Donald Forrest), Philip Bourneuf (dottor Vincent Orlando), Dabney Coleman (dottor Bobby Bainbridge), Thomas Alexander, Theodore Lehmann, Anthony Franke

## Rage Against the Dying Light
- Titolo originale: Rage Against the Dying Light
- Diretto da: Irving Lerner
- Scritto da: Arthur L. Murphy

### Trama
- Guest star: Fred Beir (Rudolph Kent), Melvyn Douglas (Burton Strang), Émile Genest (dottor Bremmer), Lonny Chapman (dottor Charles Freel), Tom Peters

## La Vie, La Vie Intérieure
- Titolo originale: La Vie, La Vie Intérieure
- Diretto da: Leo Penn
- Scritto da: Gilbert Ralston

### Trama
- Guest star: John Pickard (Sam Wakefield), Michael Forest (Phillippe Bouvier), Guy De Vestel, Gloria Calomee, Paul Mantee (agente di viaggio), Peggy Rea (Lois Kelly), Olive Deering (Madeline Marossi), Dick Wilson

## My Enemy is a Bright Green Sparrow
- Titolo originale: My Enemy is a Bright Green Sparrow
- Diretto da: Robert Butler
- Scritto da: Barry Oringer

### Trama
- Guest star: Patricia Neal (dottor Louise Chapelle), John Larch (Robert Anderson), Marcel Dalio (dottor Ernest Joffre), Arthur Batanides, Charles Wagenheim, Richard Reeves

## Lullaby for Billy Dignan
- Titolo originale: Lullaby for Billy Dignan
- Diretto da: Leo Penn
- Scritto da: Jerry Davis

### Trama
- Guest star: Philip Abbott (James Dignan), Barbara Barrie (Martha Dignan), Don Hanmer (dottor Phillip Carpenter)

## Hang No Hats on Dreams
- Titolo originale: Hang No Hats on Dreams
- Diretto da: Irving Lerner
- Scritto da: Howard Dimsdale

### Trama
- Guest star: Kathleen Nolan (Gloria Flanders), Ed Begley (dottor Malcolm Flanders), Doreen Lang (Miss James), Jon Lormer (Sam Carstairs), Willard Sage (dottor Steven Musgrove)